# I pilastri della Terra (miniserie televisiva)
I pilastri della Terra (The Pillars of the Earth) è una miniserie televisiva del 2010, tratta dall'omonimo romanzo dello scrittore britannico Ken Follett e prodotta da Ridley e Tony Scott.
La versione originale della miniserie è andata in onda su The Movie Network in Canada e su Starz negli Stati Uniti, dal 23 luglio al 27 agosto 2010. In Italia è stata trasmessa, in quattro serate, su Sky Cinema 1 dall'1 al 22 ottobre 2010, mentre la messa in onda in chiaro è avvenuta su Rete 4 dal 9 al 30 novembre 2011.
Nel 2012 è stata trasmessa dall'emittente canadese Showcase la miniserie televisiva Mondo senza fine, seguito de I pilastri della Terra.

## Trama
La trama, pur ispirandosi a quella del romanzo, è stata modificata in alcune parti, soprattutto verso la fine della storia. Diversi personaggi hanno caratteristiche sensibilmente differenti da quelle del libro e subiscono sorti diverse. Alcuni poi, come l'arcivescovo di Canterbury Thomas Becket e tutta la sua tragica vicenda, non compaiono affatto.
La storia inizia con l'affondamento della Nave Bianca, a bordo della quale viaggia l'erede al trono d'Inghilterra, figlio del re Enrico I. Sembra essere un incidente, ma in realtà si tratta di un vero e proprio sabotaggio. Alcuni esponenti della Chiesa britannica hanno pianificato tutto per nominare nuovo re Stefano, nipote di Enrico, così da poter esercitare un forte ascendente su di lui. Ma Matilde, unica figlia di Enrico rimasta in vita, ha intenzione di succedere al padre pur essendo una donna. Si crea così una forte contrapposizione tra i nobili fedeli a Stefano e quelli fedeli a Matilde. Tra questi ultimi vi è il conte Bartholomew di Shiring. Quando Stefano viene incoronato re dall'arcivescovo di Canterbury, l'unico che ha l'autorità di farlo, Bartholomew viene denunciato come traditore dagli Hamleigh, adirati con la figlia del conte, Aliena, che ha rifiutato di sposare il giovane William Hamleigh. Bartholomew viene quindi imprigionato, mentre i figli Aliena e Richard sono ridotti in povertà e costretti a nascondersi.
Anche Tom il costruttore, che doveva edificare la nuova casa di William Hamleigh e Aliena una volta sposati, si ritrova improvvisamente senza lavoro ed è costretto a girovagare con la sua famiglia alla ricerca di cibo e di un nuovo impiego. Giunti nella foresta, Tom e la sua famiglia si imbattono in Ellen e suo figlio Jack, che abitano da sempre in una grotta. La moglie di Tom accusa Ellen di essere una strega, mentre il giovane Jack appare piuttosto timido e silenzioso, ma nasconde dentro di sé un grande talento e una forte personalità.
Intanto a Kingsbridge viene eletto un nuovo priore, Philip, che ha il giusto entusiasmo e una sana ambizione per cambiare le cose, cercando di migliorare le condizioni della città e costruendo una nuova cattedrale. Il priore deve però fare i conti con il diabolico vescovo Waleran Bigod, che ha smanie di potere e di ricchezza ed è disposto ad ogni tipo di macchinazione pur di raggiungere i suoi scopi.
I destini di tutti questi personaggi si intrecciano inesorabilmente tra loro, tra amore, odio, inganni e lotte di potere, sullo sfondo della terribile guerra civile tra Stefano e Matilde e della costruzione di una grandiosa cattedrale.

## Puntate
| nº | Titolo originale   | Prima TV Canada | Prima TV Italia |
| -- | ------------------ | --------------- | --------------- |
| 1  | Anarchy            | 23 luglio 2010  | 1º ottobre 2010 |
|    | Master Builder     | 23 luglio 2010  | 1º ottobre 2010 |
| 2  | Redemption         | 30 luglio 2010  | 8 ottobre 2010  |
|    | Battlefield        | 6 agosto 2010   | 8 ottobre 2010  |
| 3  | Legacy             | 13 agosto 2010  | 15 ottobre 2010 |
|    | Witchcraft         | 20 agosto 2010  | 15 ottobre 2010 |
| 4  | New Beginnings     | 27 agosto 2010  | 22 ottobre 2010 |
|    | The Work of Angels | 27 agosto 2010  | 22 ottobre 2010 |

## Personaggi e interpreti

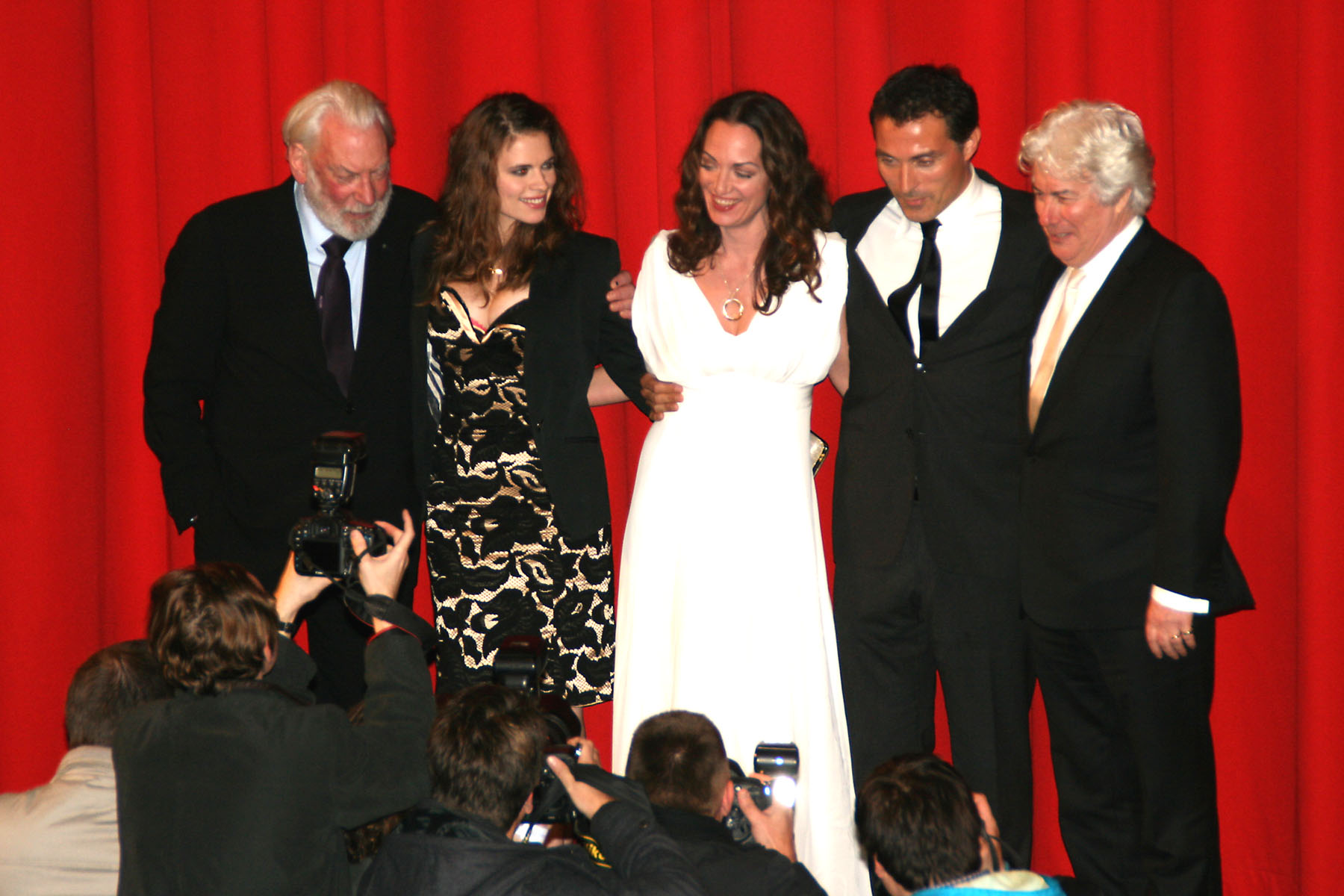
Donald Sutherland, Hayley Atwell, Natalia Wörner, Rufus Sewell e Ken Follett

### Principali
- Waleran Bigod, interpretato da Ian McShane, doppiato da Rodolfo Bianchi.
- Tom il costruttore, interpretato da Rufus Sewell, doppiato da Pasquale Anselmo.
- Priore Philip, interpretato da Matthew Macfadyen, doppiato da Alessio Cigliano.
- Jack, interpretato da Eddie Redmayne, doppiato da Flavio Aquilone.
- Aliena, interpretata da Hayley Atwell, doppiata da Chiara Gioncardi.
- Regan Hamleigh, interpretata da Sarah Parish, doppiata da Fabrizia Castagnoli.
- Ellen, interpretata da Natalia Wörner, doppiata da Anna Cesareni.
- Remigius, interpretato da Anatole Taubman, doppiato da Alessandro Rigotti.
- Cuthbert, interpretato da John Pielmeier, doppiato da Franco Mannella.
- Percy Hamleigh, interpretato da Robert Bathurst, doppiato da Saverio Indrio.
- Re Enrico I, interpretato da Clive Wood.
- Richard, interpretato da Sam Claflin, doppiato da Stefano Crescentini.
- Alfred, interpretato da Liam Garrigan, doppiato da Emiliano Coltorti.
- William Hamleigh, interpretato da David Oakes, doppiato da Francesco Pezzulli.
- Walter, interpretato da Götz Otto, doppiato da Roberto Draghetti
- Re Stefano, interpretato da Tony Curran, doppiato da Andrea Lavagnino.
- Conte Bartholomew, interpretato da Donald Sutherland, doppiato da Dario Penne.
- Principessa Matilde, interpretata da Alison Pill, doppiata da Letizia Scifoni.
- Arcivescovo, interpretato da Gordon Pinsent, doppiato da Bruno Alessandro.

### Ricorrenti
- Abate Suger, interpretato da Feodor Atkine.
- Francis, interpretato da David Bark-Jones.
- Martha, interpretata da Skye Bennett (giovane) e da Emily Holt (adulta), doppiata da Emanuela Damasio.
- Enrico quindicenne, interpretato da Freddie Boath, doppiato da Gabriele Patriarca.
- Eustachio quindicenne, interpretato da Douglas Booth, doppiato da Lorenzo De Angelis.
- Robert, interpretato da Matt Devere.
- Agnes, interpretata da Kate Dickie.
- Mercante, interpretato da Ken Follett.
- Johnny Eightpence, interpretato da Jody Halse, doppiato da Roberto Stocchi.
- Fratello Jonathan, interpretato da Sidney Johnston (bambino) e da Kevin Rees (adulto), doppiato da Tito Marteddu (bambino).
- Elizabeth, interpretata da Skye Lourie, doppiata da Eva Padoan.
- Priore James, interpretato da Michael A. Mehlmann.
- Otto, interpretato da Mark Phelan, doppiato da Gerolamo Alchieri.
- Jacques Shareburg, interpretato da Tibor Pintér.

## Produzione
La realizzazione della miniserie ha richiesto circa un anno di lavoro ed è costata 40 milioni di dollari. Il progetto è stato finanziato dalla casa di produzione tedesca Tandem Communications, la canadese Muse Entertainment Enterprises, e la statunitense Scott Free Productions. Le riprese sono avvenute in Austria e Ungheria nel 2009. L'inquadratura aerea finale è dell'odierna Salisbury con una cattedrale in 
CGI combinando elementi della cattedrale di Salisbury e della cattedrale di Wells, per rappresentare la fittizia cattedrale di Kingsbridge completa, le quali sono le due cattedrali che hanno ispirato Follett durante la scrittura del romanzo.